# Plukenetia serrata
Plukenetia serrata är en törelväxtart som först beskrevs av Vell., och fick sitt nu gällande namn av L.J.Gillespie. Plukenetia serrata ingår i släktet Plukenetia och familjen törelväxter. Inga underarter finns listade i Catalogue of Life.